# Liste der Straßen und Brücken in Hamburg-Altengamme

Lage von Hamburg-Altengamme in Hamburg und im Bezirk Hamburg-Bergedorf (hellrot)

Die Liste der Straßen und Brücken in Hamburg-Altengamme ist eine Übersicht der im Hamburger Stadtteil Altengamme vorhandenen Straßen, Plätze und Brücken. Sie ist Teil der Liste der Verkehrsflächen in Hamburg.

## Überblick
In Altengamme (Ortsteilnummer 605) leben 2345 Einwohner (Stand: 31. Dezember 2023) auf 15,6 km². Altengamme liegt im Postleitzahlenbereich 21039.
In Altengamme gibt es 16 benannte Verkehrsflächen, darunter eine Brücke.

## Übersicht der Straßen
Die nachfolgende Tabelle gibt eine Übersicht über alle benannten Verkehrsflächen – Straßen, Plätze und Brücken – im Stadtteil sowie einige dazugehörige Informationen. Im Einzelnen sind dies:
- Name/Lage: aktuelle Bezeichnung der Straße, des Platzes oder der Brücke. Über den Link (Lage) kann die Straße, der Platz oder die Brücke auf verschiedenen Kartendiensten angezeigt werden. Die Geoposition gibt dabei ungefähr die Mitte an. Bei längeren Straßen, die durch zwei oder mehr Stadtteile führen, kann es daher sein, dass die Koordinate in einem anderen Stadtteil liegt.
- Straßenschlüssel: amtlicher Straßenschlüssel, bestehend aus einem Buchstaben (Anfangsbuchstabe der Straße, des Platzes oder der Brücke) und einer dreistelligen Nummer.
- Länge/Maße in Metern:
Hinweis: Die in der Übersicht enthaltenen Längenangaben sind nach mathematischen Regeln auf- oder abgerundete Übersichtswerte, die im Digitalen Atlas Nord[1] mit dem dortigen Maßstab ermittelt wurden. Sie dienen eher Vergleichszwecken und werden, sofern amtliche Werte bekannt sind, ausgetauscht und gesondert gekennzeichnet.
Bei Plätzen sind die Maße in der Form a × b bei rechteckigen Anlagen oder a × b × c bei dreiecksförmigen Anlagen mit a als längster Kante dargestellt.
Der Zusatz (im Stadtteil) gibt an, wie lang die Straße innerhalb des Stadtteils ist, sofern sie durch mehrere Stadtteile verläuft.
- Namensherkunft: Ursprung oder Bezug des Namens.
- Datum der Benennung: Jahr der offiziellen Benennung oder der Ersterwähnung eines Namens, bei Unsicherheiten auch die Angabe eines Zeitraums.
- Anmerkungen: Weitere Informationen bezüglich anliegender Institutionen, der Geschichte der Straße, historischer Bezeichnungen, Baudenkmale usw.
- Bild: Foto der Straße oder eines anliegenden Objektes.

| Name/Lage                         | Straßen- schlüssel | Länge/Maße (in Metern) | Namensherkunft | Datum der Benennung | Anmerkungen | Bild                       |
| --------------------------------- | ------------------ | ---------------------- | --- | ------------------- | --- | -------------------------- |
| Altengammer Elbdeich (Lage)       | A137               | 3000 (im Stadtteil)    | nach der Lage und Funktion im Stadtteil | 1237                | südlicher Teil im Westen in Neuengamme | Altengammer Elbdeich       |
| Altengammer Hauptdeich (Lage)     | A546               | 4870                   | nach der Lage und Funktion im Stadtteil | 1970                | im Zuge der neuen Deichsicherungslinie angelegt | Altengammer Hauptdeich     |
| Altengammer Hausdeich (Lage)      | A138               | 1070                   | nach dem Deich, an dem die Häuser liegen | vor 1914            | | Altengammer Hausdeich      |
| Altengammer Marschbahndamm (Lage) | A643               | 3750                   | nach der Lage im Stadtteil | 1986                | | Altengammer Marschbahndamm |
| Am Knollgraben (Lage)             | A275               | 0890 (im Stadtteil)    | nach dem Verlauf am Knollgraben | 1925                | verläuft am nördlichen Rand von Altengamme, westlich und östlich davon zum schleswig-holsteinischen Kreis Herzogtum Lauenburg gehörend                                                    | Am Knollgraben             |
| Am Kringel (Lage)                 | A279               | 0465                   | nach einer Flurbezeichnung | 1925                | | Am Kringel                 |
| Borghorster Elbdeich (Lage)       | B901               | 1200                   | nach der Lage im Naturschutzgebiet Borghorster Elblandschaft                                                                                             | 2016                | | Borghorster Elbdeich       |
| Brookdeich (Lage)                 | B619               | 0120 (im Stadtteil)    | nach der Lage an der Brookwetterung | nicht bekannt       | südliche Straßenhälfte zwischen Holtenklinker Brücke und Hausnummer 392 in Curslack; ab Hausnummer 394 in östlicher Richtung südliche Straßenhälfte in Altengamme, ansonsten in Bergedorf | Brookdeich                 |
| Escheburger Weg (Lage)            | E236               | 0995                   | nach seiner Bestimmung als nach Escheburg führender Weg                                                                                                  | 1925                | | Escheburger Weg            |
| Gammer Weg (Lage)                 | G012               | 3240                   | Herkunft nicht eindeutig; wahrscheinlich ist Gamme eine Bezeichnung für die Dove Elbe, möglich auch eine Ableitung vom indogermanischen „Ghama“ für Erde | 1935                | | Gammer Weg                 |
| Heidbergredder (Lage)             | H237               | 0390                   | nach seiner Bestimmung als zum Heidberg führender Weg | 1925                | | Heidbergredder             |
| Horster Damm (Lage)               | H645               | 5580                   | nach einer alten Flurbezeichnung | 1966                | | Horster Damm               |
| Kirchenstegel (Lage)              | K191               | 0535                   | Stegel ist die Diminutivform von Steg | 1926                | | Kirchenstegel              |
| Lüttwetter (Lage)                 | L300               | 0275                   | nach der Lage an einem kleinen Entwässerungsgraben (ndt. lütt = klein)                                                                                   | 1936                | | Lüttwetter                 |
| Speckenweg (Lage)                 | S533               | 0435 (im Stadtteil)    | nach einer Flurbezeichnung, der Speckenweg war ursprünglich ein Bohlenweg über mooriges Gelände (ndt. Speeken = Speichen im Sinne von Knüppeln)          | um 1837             | östliche Grundstücke in Altengamme, sonst in Bergedorf verlaufend, insbesondere die komplette Straßenfläche                                                                               | Speckenweg                 |
| Speckenwegbrücke (Lage)           | S895               | 0060                   | nach der Bestimmung, führt im Zuge des Speckenwegs über die A 25                                                                                         | 1979                | lt. Straßen- und Gebietsverzeichnis nur in Bergedorf, lt. Grundkarte rechter Brückenrand auf Altengammer Gebiet verlaufend                                                                | Speckenwegbrücke           |